# Calle Moganshan, 50
El número 50 de la Calle Moganshan (en chino, 莫干山路50号) o M50 es el principal distrito de arte contemporáneo de la ciudad de Shanghái, China. Este complejo alberga y, a su vez presenta, la producción artística de una próspera comunidad de más de cien artistas que, mediante diferentes galerías de arte y talleres presentes en M50, muestran sus trabajos de forma abierta al público.
Este tipo de iniciativa, que no es exclusiva de la ciudad shangainesa, tiene evidentes puntos de contacto con otros distritos del arte como el SoHo de Nueva York o la 798 Art Zone de Pekín, con las cuales es frecuentemente comparada precisamente por el hecho de aglutinar una gran cantidad de galerías de arte contemporáneo en una misma ubicación. M50, con el tiempo, no solamente se ha convertido en un lugar de encuentro para los profesionales del arte o los coleccionistas, sino que debido a sus particularidades, es un polo de atracción importante para la cultura de la ciudad, los ciudadanos y los turistas que visitan Shanghái. Consecuencia y causa a su vez de una parte de ello la tiene la revista Time, que incluyó la visita a M50 entre las diez mejores cosas que hacer en Shanghái.
El nombre del distrito surge de la contracción entre la primera letra de la calle, Moganshan, y el número que ocupa el distrito en la citada calle. Es por esta razón que el distrito es denominado M50, o en muchos casos incluso Calle Moganshan o Moganshan Road (por ser lo más característico de la calle), ocupando una antigua zona industrial situada a lo largo del río Suzhou.

## Historia
El origen de M50 se remonta al año 2000, momento en el que el artista de la ciudad Xue Song se percató de los beneficios potenciales del lugar al disponer de una gran cantidad de espacio a un precio realmente económico (teniendo en cuenta los estándares de la ciudad) debido a su naturaleza de espacio industrial caído en desuso. Esta opinión fue compartida por otros artistas como Ding Yi, Qu Fengguo o Wang Xingwei, quienes se trasladaron a la misma zona. En este mismo orden y dirección, aunque los terrenos y los edificios son todavía en la actualidad propiedad de Shangtex —grupo textil de propiedad estatal que operaba la fábrica ya desaparecida—, el espacio ha terminado por convertirse en núcleo del arte contemporáneo de la ciudad y un importante centro turístico. De este modo, en la actualidad el número 50 de la Calle Moganshan es un espacio en el que galerías, estudios de artistas, empresas destinadas al diseño gráfico y las artes visuales, así como a la cultura en general, han tomado la decisión de asentar sus actividades. A ello, se debe añadir el hecho de que M50 cuenta con alguna tienda y bar/restaurante.

## Los artistas y galerías
M50 alberga más de 120 galerías y estudios de arte distribuidos en sus diferentes edificios. Algunos de los artistas más conocidos de Shanghái han hecho del lugar su principal lugar de trabajo y de representación, incluyendo a los reconocidos Zhou Tiehai, Ding Yi, Xu Zhen o el colectivo Liu Dao. De entre las galerías, el visitante puede visitar ShanghART, island6, Joy Collection o A+ Contemporary, por ejemplo.